# Anopheles gambiae
Anopheles gambiae is een muggensoort uit de familie van de steekmuggen (Culicidae). De wetenschappelijke naam van de soort is voor het eerst geldig gepubliceerd in 1902 door Giles.
Anopheles gambiae is de meest voorkomende Anopheles-soort in Afrika, waar ze een belangrijke overbrenger is van malaria. Het is een antropofiele soort die bij voorkeur mensen steekt en daarbij Plasmodium overbrengt.